# Jan Křtitel Vaňhal
Jan Křtitel Vaňhal, conosciuto anche come Johann Baptist Vanhal (Nechanice, 12 maggio 1739 – Vienna, 20 agosto 1813), è stato un compositore ceco, esponente del Classicismo.

## Biografia
Nato a Nechanice in Boemia in una famiglia ceca di agricoltori, Vanhal dovette la sua prima formazione a un musicista locale. Dopo questi umili esordi riuscì a sbarcare il lunario come organista e maestro del coro. La contessa Schaffgotsch, che l'aveva sentito suonare il violino, nel 1760 lo condusse a Vienna dove gli fece prendere lezioni di composizione dal grande Carl Ditters von Dittersdorf. Altri sostegni finanziari gli consentirono di viaggiare e acquisire ulteriori cognizioni musicali, tanto che a 35 anni era nella cerchia dei musicisti più illustri: suonò quartetti con Haydn, Mozart e Dittersdorf. Memorabile l'esecuzione del 12 febbraio 1785, quando eseguì con loro tre dei sei Quartetti mozartiani dedicati a Haydn.
Si dice che avesse patito una non meglio specificata "malattia nervosa" (forse si trattava di depressione, o una psicosi maniaco-depressiva) dalla quale riuscì a guarire, ma pare che la qualità delle sue composizioni sia peggiorata dopo la scomparsa della malattia.
Divenne talmente famoso che fu probabilmente il primo musicista a poter vivere interamente grazie alle sue composizioni, senza bisogno di nomine né protezioni. Doveva essere un autore prolifico per soddisfare tutte le richieste, e gli vengono attribuiti 100 quartetti, almeno 73 sinfonie, 95 composizioni di musica sacra e un gran numero di opere strumentali e vocali. Le sinfonie, in particolare, sono state incise sempre più spesso su CD ultimamente, e le migliori sono paragonabili a molte di Haydn.
Il successo conseguito era tale che le sue sinfonie, pochi anni dopo essere state scritte, venivano eseguite in tutto il mondo, anche negli Stati Uniti. Negli ultimi anni della sua vita, tuttavia, si spostò raramente da Vienna, dove svolgeva attivamente mansioni di insegnante.

## Composizioni

### Musica strumentale

#### Sinfonie
| N°        | Tonalità            | Opus    | Anno di composizione | Note |
| --------- | ------------------- | ------- | -------------------- | ---- |
| Bryan A2  | La maggiore         | opus 16 |                      |      |
| Bryan A5  | La maggiore         | opus 16 |                      |      |
| Bryan A9  | La maggiore         |         |                      |      |
| Bryan As1 | La bemolle maggiore |         |                      |      |
| Bryan B3  | Si bemolle maggiore |         |                      |      |
| Bryan C2  | Do maggiore         |         |                      |      |
| Bryan C3  | Do maggiore         |         |                      |      |
| Bryan C6  | Do maggiore         | opus 16 |                      |      |
| Bryan C11 | Do maggiore         |         |                      |      |
| Bryan D2  | Re maggiore         |         |                      |      |
| Bryan D4  | Re maggiore         |         |                      |      |
| Bryan D17 | Re maggiore         |         |                      |      |
| Bryan G6  | Sol maggiore        |         |                      |      |
| Bryan G8  | Sol maggiore        | opus 16 |                      |      |
| Bryan G11 | Sol maggiore        |         |                      |      |
| Bryan a2  | La minore           | opus 23 |                      |      |
| Bryan c1  | Do minore           |         |                      |      |
| Bryan d1  | Re minore           |         |                      |      |
| Bryan d2  | Re minore           |         |                      |      |
| Bryan e1  | Mi minore           |         |                      |      |
| Bryan g1  | Sol minore          |         |                      |      |
| Bryan g2  | Sol minore          |         |                      |      |

#### Concerti
- Concerto per violoncello in la magg.
- Concerto per 2 fagotti e orchestra
- Concerto per fagotto solo e orchestra
  - Concerti per flauto:
- Concerto per flauto n. 1
- Concerto per flauto n. 2
- Concerto per contrabbasso in re magg.

#### Musica da camera
- Quartetti per pianoforte:
- Quartetti per archi:
- Trii:
  - Trio op. 20 n. 1
  - Trio op. 20 n. 2
  - Trio op. 20 n. 3
- Sonate per violino:
  - Sonata per violino op. 5 n. 1
  - Sonata per violino op. 5 n. 2
  - Sonata per violino op. 5 n. 3
  - Sonata per violino op. 5 n. 4